# Meridiano 96 E
O meridiano 96 E é um meridiano que, partindo do Polo Norte, atravessa o Oceano Ártico, Ásia, Oceano Índico, Oceano Antártico, Antártida e chega ao Polo Sul. Forma um círculo máximo com o meridiano 84 W.
Começando no Polo Norte, o meridiano 96º Este tem os seguintes cruzamentos:
| País, território ou mar | Notas                                                               |
| ----------------------- | ------------------------------------------------------------------- |
| Oceano Ártico           |                                                                     |
| Rússia                  | Ilha Komsomolets e Ilha da Revolução de Outubro                     |
| Oceano Ártico           | Mar de Kara                                                         |
| Rússia                  | Arquipélago Nordenskiöld e continente                               |
| Mongólia                |                                                                     |
| China                   | Xinjiang Gansu Qinghai Tibete                                       |
| Índia                   | Passa em Arunachal Pradesh, reclamado pela China como Tibete do Sul |
| Myanmar (Birmânia)      |                                                                     |
| Oceano Índico           | Mar de Andamão                                                      |
| Indonésia               | Java                                                                |
| Oceano Índico           |                                                                     |
| Indonésia               | Simeulue                                                            |
| Oceano Índico           |                                                                     |
| Oceano Antártico        |                                                                     |
| Antártida               | Território Antártico Australiano, reclamado pela Austrália          |